# Radu Mihăileanu

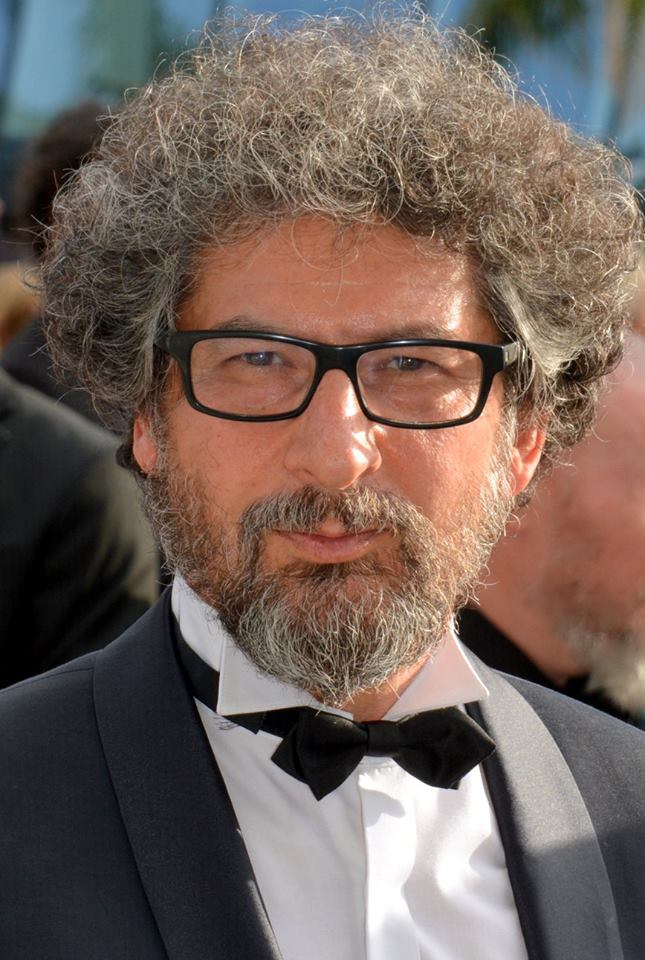
Radu Mihăileanu (2018)

Radu Mihăileanu (* 23. April 1958 in Bukarest) ist ein rumänisch-französischer Filmregisseur.

## Leben
Radu Mihăileanu, als Kind von Schoa-Überlebenden im kommunistischen Rumänien aufgewachsen, floh 1980 aus Rumänien und lebte einige Jahre in Israel, bevor er sich in Frankreich niederließ. In Paris begann er ein Filmstudium und arbeitete ab 1985 als Regieassistent. Der Film Trahir war im Jahr 1993 sein Regie-Debüt, das ihn wieder in seine Heimat nach Rumänien brachte. Die rumänische Schauspielerin Maia Morgenstern spielte darin die Hauptrolle. Der internationale Durchbruch gelang ihm 1998 mit seinem zweiten Kinofilm Zug des Lebens (Train de Vie), der die ebenso humorvolle wie tragische Geschichte eines jüdischen Dorfes während des Zweiten Weltkrieges erzählt. Die Dorfbewohner stellen einen vermeintlichen Deportationszug her, verkleiden sich als Nazis und versuchen so, über die Sowjetunion nach Palästina zu flüchten.
Seine dritte Kinoproduktion stellte Mihăileanu 2005 bei den Internationalen Filmfestspielen in Berlin in der Sektion Panorama vor. In dem Film Geh und lebe (Va, vis et deviens) erzählt er die Geschichte der äthiopischen Juden, von denen 1984 Tausende heimlich nach Israel gebracht wurden. Der Film gewann den Publikumspreis. Am 4. April 2006 fand die deutsche Kinopremiere des Films in Berlin (Hackesche Höfe) in Anwesenheit des Regisseurs statt. In einem sich daran anschließenden Dialog mit dem Publikum sprach er unter anderem seine Integrationsprobleme in Frankreich, aber auch seine Identität in Rumänien an: „In Frankreich bin ich für die Leute Rumäne und in Rumänien bin ich Franzose. Ich spreche keine der Sprachen akzentfrei und hatte anfangs Schwierigkeiten mit meiner Identität. Heute sehe ich diese Bikulturalität jedoch als Bereicherung.“
Ebenfalls mehrfach preisgekrönt wurde Mihăileanus Das Konzert. Der Film erzählt die Geschichte eines ehemaligen Dirigenten des Moskauer Bolschoi-Theaters (gespielt von Alexej Guskow), der aufgrund seines Eintretens für Mitmusiker jüdischer Herkunft vor Jahrzehnten in Ungnade gefallen war und daraufhin seinen Lebensunterhalt als Hausmeister verdient. Durch Zufall bietet sich ihm die Chance, mit seinen alten Musikerkollegen das Violinkonzert von Tschaikowski in Paris aufzuführen (u. a. mit Mélanie Laurent).
Im Jahr 2011 stellte Mihăileanu in Quelle der Frauen Frauen eines kleinen Dorfes in Nordafrika in den Mittelpunkt, die sich weigern, der Tradition folgend Wasser aus der Bergregion zu holen. Der Film mit Hiam Abbass, Hafsia Herzi, Leïla Bekhti, Zinedine Soualem und Sabrina Ouazani in den Hauptrollen brachte dem Regisseur seine erste Einladung in den Wettbewerb der Internationalen Filmfestspiele von Cannes ein.

## Filmografie
B= Drehbuch, P= Produktion, R= Regie
- 1980: Les Quattre saisons (R)
- 1993: Trahir (B)
- 1998: Zug des Lebens (Train de vie) (R, B)
- 2001: Pygmäen für Film gesucht (Les Pygmées de Carlo) (R, B)
- 2005: Geh und lebe (Va, vis et deviens) (R, P, B)
- 2009: Das Konzert (Le Concert) (R, B)
- 2011: Quelle der Frauen (La Source des femmes) (R, P, B)
- 2016: Die Geschichte der Liebe (The History of Love) (R, B)